# Vértesszőlős
Vértesszőlős – stanowisko archeologiczne położone na północ od Budapesztu datowane na dolny paleolit (od 600 tys. do 350 tys. lat temu). Na stanowisku tym znaleziono szczątki paleolitycznego człowieka w postaci dwóch zębów i kości potylicznej należące do osobnika mającego cechy przejściowe między Homo erectus a Homo sapiens. Poświadczona jest obecność narzędzi odłupkowych z małymi otoczakami oraz dobrze zachowane ślady ognisk. 